# Cipriano Gnesotti
Cipriano Gnesotti (Storo, 25 marzo 1717 – Condino, 5 marzo 1796) è stato un religioso e storico italiano.

## Biografia

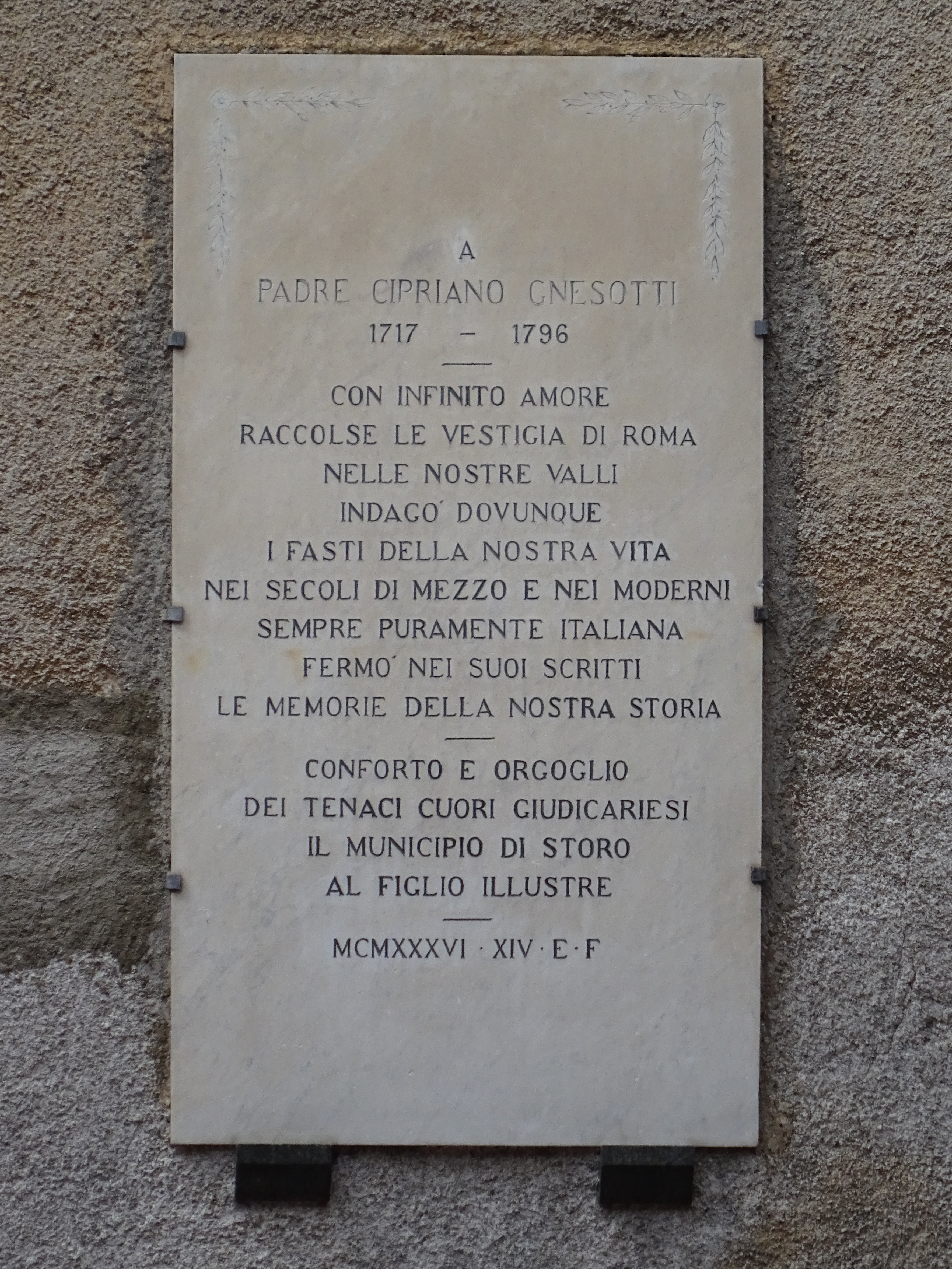
Lapide commemorativa a padre Gnesotti a Storo

Cipriano Gnesotti nacque a Storo il 25 marzo 1717 con il nome di Rocco dai genitori Simone e Maria Romagnoli. Nel 1733 iniziò a frequentare la scuola del convento dei Padri cappuccini di Brescia.
Il 29 settembre 1734 fece la sua professione religiosa, prendendo i voti temporanei e vestì l'abito cappuccino assumendo il nome di Cipriano. Svolse il suo ministero religioso in conventi bresciani e trentini. Nel 1738 è chierico di famiglia in Brescia, nel 1749 predica alle monache del Monastero di Santa Giulia in Brescia, fondato da Desiderio. Nel 1752 predica la quaresima a Castrezzato, nel 1753 nel convento di Bovegno e nel 1756 nel convento di Vestone. Nel 1758 a Rovereto incontra Girolamo Tartarotti.
Nel 1769 un decreto del Doge di Venezia Alvise Mocenigo ordina a tutti i religiosi stranieri residenti nel territorio della Serenissima di tornare ai loro paesi di origine. È così che a 52 anni il 21 giugno torna nel convento di Condino. Nel 1772 Gnesotti è assegnato al convento di Trento e l'anno seguente è a Rovereto. Nel 1774 è a Mantova, per poi tornare definitivamente a Condino fino alla morte.
Cipriano Gnesotti è il padre della ricerca storica giudicariese. Egli fu in corrispondenza con i principali studiosi e letterati del tempo, tra cui il Tartarotti conosciuto a Rovereto e Ludovico Antonio Muratori, considerato il maestro della storiografia italiana.

## Le opere
- Memorie per servire alla storia delle Giudicarie disposte secondo l'ordine dei tempi (1786). Nel 1780 dopo cinque anni di lavoro di catalogazione e riordino termina la prima stesura manoscritta delle Memorie con il titolo Parere cronologico sopra i popoli delle Sette Pievi Giudicariesi nel Territorio di Trento di 303 pagine. Per essere pubblicata l'opera doveva superare la censura ecclesiastica (cosa che riuscì facilmente), quella dell'Ordine cappuccino, che vi lavorò per un intero anno, e quella politica che lavorò sulla seconda versione del 1782 e fu superata solo con la revisione dello studio da parte del professor Pietro Angelo Stefani.  L'opera è stata ripubblicata in copia anastatica dal Consorzio dei comuni della provincia di Trento compresi nel bacino imbrifero montano del fiume Chiese (in breve BIM del Chiese) nel 1973.
- L'opera sulla vita di san Vigilio. Nel 1788 Gnesotti scrisse la prima stesura di un'opera sulla vita di san Vigilio con il titolo Dilucidazioni istorico critiche principalmente intorno a S. Vigilio, vescovo e martire di Trento, e poi ancora rispetto a S. Massenza e SS. Claudiano e Magoriano, madre rispettivamente e fratelli, e finalmente riguardo all'origine e altre cose della Chiesa stessa di Trento. Si tratta di un volume manoscritto di 364 pagine. Nel luglio del 1792 Gnesotti termina la seconda redazione di 22 capitoli e 168 pagine dal titolo Memorie storiche e riflessioni morali sopra la Vita di S. Vigilio, vescovo di Trento martirizzato in Giudicarie, con osservazioni critiche raccolte e dirette al vantaggio della Gioventù Giudicariese da un sacerdote della Pieve di Condino. Nello stesso anno egli provvede a una terza stesura riducendo il numero definitivo di pagine a 103 che egli definisce "seconda minuta purgata". L'opera non venne mai pubblicata a suo tempo e si temette che fosse andata distrutta da un incendio del 20 agosto 1893 del convento dei Padri cappuccini della Cervara a Trento. L'opera è stata ritrovata e pubblicata nel 1980 dal BIM del Chiese nell'inedita Vita di San Vigilio a cura di Franco Bianchini.
- Il cronologio del Convento di Condino. Gnesotti vi attende durante il lungo soggiorno nel convento condinese, narrando le tormentate vicente della sua erezione e l'evolversi degli eventi fino alla data della sua morte. Trattasi di un manoscritto di 64 pagine. Il manoscritto fu ampiamente consultato da vari studiosi agli inizi del Novecento; ne era prevista la pubblicazione sulla rivista Pro Cultura, ma con lo scoppio della prima guerra mondiale non se ne fece nulla. Anzi da allora se ne lamentò la scomparsa. Il manoscritto fu ritrovato per caso a seguito della distruzione del convento nella seconda guerra mondiale, ma poi fu di nuovo smarrito fino al 1979, quando casualmente lo ritrovò Franco Bianchini che ne curò la pubblicazione ad opera del BIM del Chiese nel 1980.